# Michael Lee (muzyk)
Michael Lee właściwie Michael Gary Pearson (ur. 19 listopada 1969 w Darlington  – zm. 24 listopada 2008 tamże) – angielski perkusista. Lee współpracował z takimi grupami muzycznymi i wykonawcami jak: The Cult, Thin Lizzy, Lenny Kravitz, Ian Gillan, Robert Plant, Jimmy Page czy The Quireboys.
Lee zmarł 24 listopada 2008 w wyniku napadu padaczki. Został znaleziony martwy w swym mieszkaniu, pogrzeb odbył się w jego rodzinnym mieście Darlington.

## Wybrana dyskografia
- Robert Plant - Fate Of Nations (1993[4])
- The Cult - High Octane Cult (1996[5])
- Jimmy Page & Robert Plant - Walking Into Clarksdale (1998[6])
- Echo & The Bunnymen - Evergreen (1999[7])
- Kealer - My Own Worst Enemy (2003[8])
- Ian Gillan - Gillan's Inn (2006)
- Robert Plant & Alison Krauss - Raising Sand (2007[9])